# Anders And og den gyldne hjelm
Anders And og den gyldne hjelm er en Anders And-tegneserie af Carl Barks fra juli 1952. Anders And og hans nevøer tager på skattejagt efter en mytisk hjelm, der tilsyneladende giver sin bærer herredømmet over hele Nordamerika.

## Analyse
Historien betragtes som en af Barks 'stærkeste historier, og dens styrke ligger særligt i figurskildringerne. Hver af figurerne får lov også at fremvise deres mørkeste personlige sider. Da den eneste mulighed synes at være at give slip på hjelmen viser "heltene" sig således ikke at være meget bedre end "skurkene". Hjelmen har en effekt på personen der bærer den, som kan sammenlignes med J.R.R. Tolkien's herskerring eller Nibelungens Ring, hvor genstandens påvirkning også afhænger af personens sind frem for en påvirkning fra en magisk forbandelse. Historien ser ud til efterfølgende at have inspireret andre tegnere til en dybere udforskning af ande-figurernes motivation og de mørkere sider af deres psyke i efterfølgende historier.

## Optagelse i Kulturkanonen
Historien om den gyldne hjelm blev i 2006 præsenteret som en del af kulturministeriets kulturkanon over værker af betydning for dansk kultur. Historien er optaget på listen over dansk børnekultur og er det eneste element i hele kanonen der ikke har dansk oprindelse. 

## Fortsættelser
I 1989 vandt to danske teenagere, Jesper Lund Madsen og Theis Christiansen en konkurrence i det danske Anders And-blad med en tegneserie som de selv havde lavet, På Gensyn med den gyldne hjelm-tegneserien blev udgivet som et tillæg til bladet 16. oktober 1989. Jesper Lund Madsen blev senere professionel bladtegner for Anders And-bladet.
Tegneserieskaberen Don Rosa tegnede i 1995 også en efterfølger til Anders And og den gyldne hjelm, kaldet Columbuskortene.
Sten Grå gæsteoptræder også i Rosas tegneserie Tilbage til Usleravnekrog, som en af flere skurkeagtige karakterer der forsøger at følge efter Joakim von And til Andesbjergene for at finde firkantede æg.